# موسیقی فولکلور

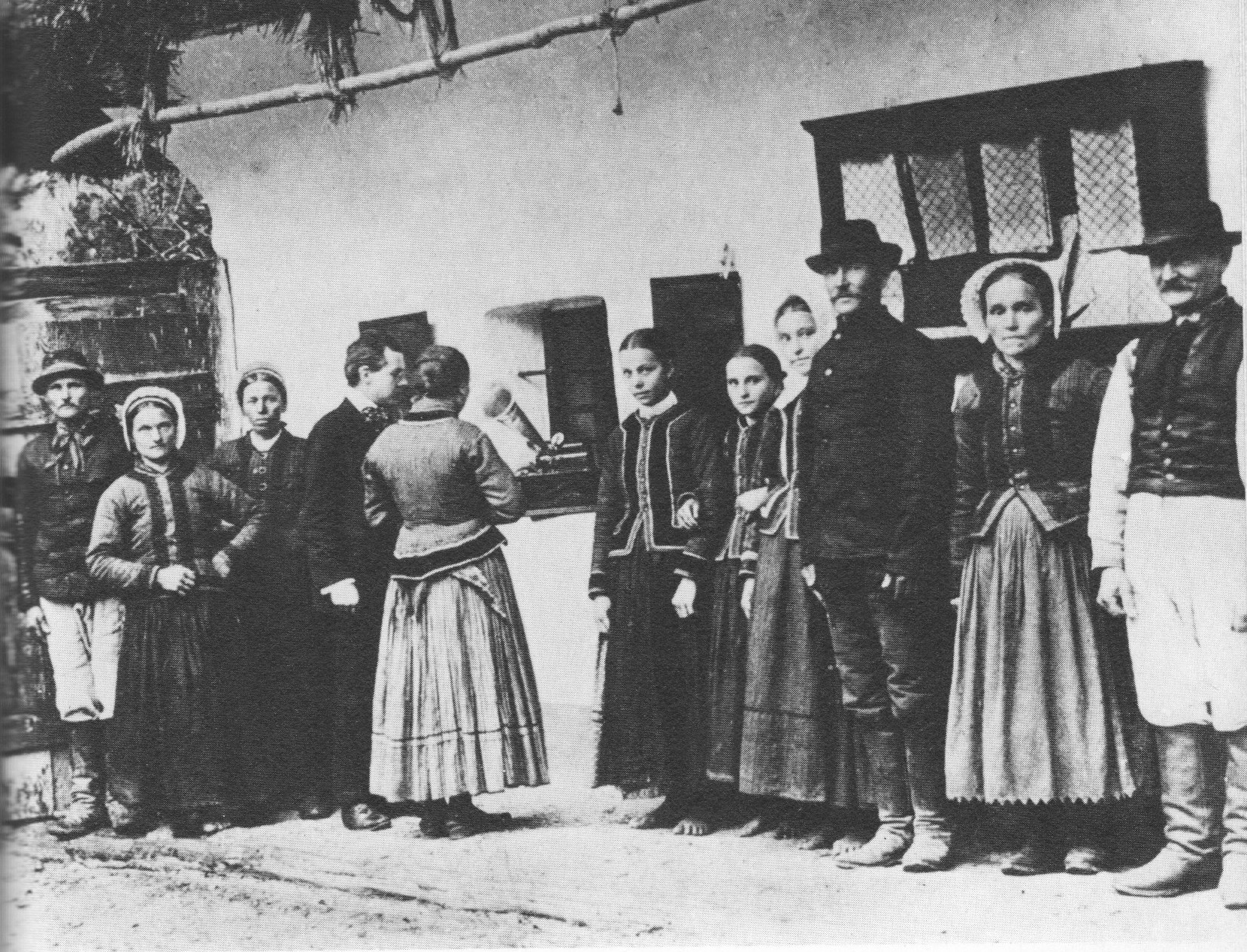
بلا بارتوک در حال ضبط قطعه‌ای محلی از روستاییان اسلواک

موسیقی بومی، موسیقی مردمی، موسیقی محلی (به انگلیسی: Folk music) شکلی از موسیقی سنتی است که ریشه در آداب و رسوم یک قوم یا ناحیه دارد و سینه‌به‌سینه به نسل‌های بعدی می‌رسد.
اساساً واژۀ فولک (Folk) به معنی مردم است.